# Excellent Walaza
Excellent Walaza est un footballeur sud-africain né le 8 avril 1987 à Soweto. Il est attaquant.
Il a participé à la Coupe d'Afrique des nations 2008 avec l'équipe d'Afrique du Sud. Sa première sélection en équipe nationale a eu lieu en 2008.

## Carrière
- 2005- : Orlando Pirates ( Afrique du Sud)

## Palmarès
- Vice-champion d'Afrique du Sud en 2006 (Orlando Pirates)
- Finaliste de la Coupe d'Afrique du Sud en 2006 (Orlando Pirates)
- Demi-finaliste de la Ligue des Champions de la CAF 2006 (Orlando Pirates)